# Кочубей, Семён Михайлович
Семён Миха́йлович Кочубе́й (1778—29 апреля (11 мая) 1835) — крупный малороссийский землевладелец и благотворитель из рода Кочубеев, действительный статский советник, полтавский уездный и губернский предводитель дворянства.

## Биография
Семён Михайлович родился в семье подполковника Михаила Семёновича Кочубея и Агафьи Степановны Лашкевич, в поместье Трибы под Полтавой. Приходился внуком нежинскому полковнику Семёну Кочубею. Унаследовал от родителей и тестя состояние в 7000 душ мужского пола.
Служил в Конной гвардии вахмистром (1798). В 1802—1805 годах избирался полтавским уездным, а в 1803—1805 — губернским предводителем дворянства. К этому времени он женился на богатой наследнице — Прасковье Яковлевне Бакуринской (1784—1815), дочери черниговского губернатора Якова Леонтьевича (ум. 1801) от брака с сестрой канцлера Безбородко. Она открыла у себя в доме в Полтаве школу, где занималась бесплатно обучением детей бедных дворян, и это был первый в регионе частный пансион. Первый предводитель Полтавского губернского дворянства в 1802-1803 годах.
В 1818—1819 годах был членом полтавской масонской ложи «Любовь к истине» декабриста М. Н. Новикова (1777—1822). В 1818 г. подготовил и направил на рассмотрение императору проект «Правил для управления имением и крестьянами», в котором предлагал чётко прописать обязанности крепостных по отношению к помещикам с целью ограничения помещичьего произвола.
Кочубей охладел к реформаторской деятельности после того, как его малороссийские крестьяне отказались быть проданными «на вывоз» в Новороссию (в Херсонскую губернию). Поскольку поводом для волнений послужила статья про речь царя на сейме в Варшаве о «даровании воли», министр просвещения А. Н. Голицын запретил журналам помещать на русском языке любые статьи о крепостном праве.
Привлекался по делу декабристов. Во время допросов М. И. Муравьев-Апостол показал, что Семён Михайлович был членом Малороссийского тайного общества. Согласно приказу об аресте от 18 января 1826 года Кочубей был доставлен 8 февраля в Петербург в Главный штаб, но уже 21 февраля был освобожден с оправдательным аттестатом.
В Полтаве запомнился своей благотворительностью. Он пожертвовал 18 тысяч на покупку дома для помещения бедных воспитанников полтавского Приказа общественного призрения, а также подарил приказу свой кирпичный завод. Открывшейся в 1808 году гимназии он подарил свою минералогическую коллекцию и устроил там пенсион на восемь человек, подарил городу сад и добавил свои средства для постройки домов для губернатора и вице-губернатора.
Кочубей выступил «крёстным отцом» украинской литературы, напечатав за свой счёт первое авторское издание «Энеиды» Котляревского, которое ему же было и посвящено
Скончался Семён Михайлович Кочубей 29 апреля (11 мая) 1835 года в селе Жуки, полностью растратив своё состояние. Со смертью в 1870 году его сына Николая Семёновича старшая ветвь Кочубеев по мужской линии пресеклась.
Его жена, основав в Полтаве пансион двенадцати «благородных девиц бедного состояния», стояла у истоков Полтавского института благородных девиц.
В 2023 году одна из улиц города Полтавы переименована на честь Семёна Кочубея.